# Tolofona
Tolofona (griechisch Τολοφώνα (f. sg.)) ist ein Gemeindebezirk der mittelgriechischen Gemeinde Dorida am Korinthischen Golf mit 2762 Einwohnern (2011). Das namensgebende Dorf Tolofona wurde vor 1927 Vitrinitsa genannt.

## Lage
Der Gemeindebezirk Tolofona erstreckt sich im Südosten der Gemeinde Dorida am Korinthischen Golf über 131,384 km² und ist somit der flächenkleinste Gemeindebezirk der Gemeinde. Im Südosten grenzt der Gemeindebezirk Galaxidi der Gemeinde Delfi an, im Norden der Gemeindebezirk Lidoriki sowie im Westen Efpali.
Zum Gebiet des Gemeindebezirks Tolofona zählen die vier Inseln Trizonia, Prasoudi, Agios Nikolaos und Agios Ioannis von denen lediglich die Insel Trizonia ständig bewohnt ist.

## Verwaltungsgliederung
Im Rahmen der Gebietsreform 1997 wurde aus dem Zusammenschluss von neun Landgemeinden die Gemeinde Tolofona gebildet. Verwaltungssitz war Eratini. Diese ging gemäß der Verwaltungsreform 2010 in der neu gegründeten Gemeinde Dorida als einer von vier Gemeindebezirken auf.
| Ortsgemeinschaft | griechischer Name          | Code     | Fläche (km²) | Einwohner 2001 | Einwohner 2011 | Siedlungen |
| ---------------- | -------------------------- | -------- | ------------ | -------------- | -------------- | --- |
| Glyfada          | Τοπική Κοινότητα Γλυφάδας  | 31020402 | 16,171       | 450            | 486            | Glyfada, Dafnochori                                                                                             |
| Elea             | Τοπική Κοινότητα Ελαίας    | 31020403 | 07,656       | 143            | 060            | Elea, Agios Ioannis                                                                                             |
| Eratini          | Τοπική Κοινότητα Ερατεινής | 31020401 | 03,446       | 726            | 856            | Eratini |
| Kallithea        | Τοπική Κοινότητα Καλλιθέας | 31020404 | 35,321       | 359            | 272            | Agia Irini, Agios Nikolaos, Agios Nikolaos (Insel), Agios Spyridon, Kallithea, Klovinos, Prasoudi, Flambourakia |
| Makrini          | Τοπική Κοινότητα Μακρινής  | 31020405 | 15,275       | 088            | 054            | Makrini |
| Milea            | Τοπική Κοινότητα Μηλέας    | 31020406 | 16,837       | 138            | 109            | Milea |
| Panormos         | Τοπική Κοινότητα Πανόρμου  | 31020407 | 10,976       | 278            | 215            | Panormos, Ormos Lemonias                                                                                        |
| Tolofona         | Τοπική Κοινότητα Τολοφώνος | 31020408 | 20,841       | 619            | 539            | Paralia Tolofonos, Tolofona                                                                                     |
| Trizonia         | Τοπική Κοινότητα Τριζονίων | 31020409 | 03,875       | 272            | 171            | Spilia, Trizonia, Chania                                                                                        |
| Gesamt           | Gesamt                     | 310204   | 130,398      | 3073           | 2762           | |